# سازمان ملی بهره‌وری ایران
سازمان ملی بهره‌وری ایران متولی سازماندهی و برنامه‌ریزی برای بهینه‌سازی بهره‌وری در کشور ایران می‌باشد.

## تاریخچه
در تاریخ (۱۳۴۴ خورشیدی - ۱۹۶۵ میلادی) ، ایران به عضویت سازمان آسیایی بهره‌وری (APO) درآمد. در آن زمان هنوز تشکیلات سازمانی تحت عنوان سازمان بهره وری در کشور وجود نداشت. در ۱۳۶۷ خورشیدی مجلس شورای اسلامی ایران تمدید عضویت ایران در سازمان آسیایی بهره‌وری را تصویب نمود و وزارت صنایع سنگین وقت، مسؤلیت دبیرخانه‌ای آن را به عهده گرفت وتشکیلات بهره‌وری به‌ عنوان سازمان بهره وری کشور در وزارت صنایع سنگین در ۱۳۷۱ خورشیدی راه اندازی شد. در سال۱۳۷۲ از پوسته حقوقی یک شرکت وابسته به سازمان گسترش و نوسازی صنایع ایران استفاده شد، و نام شرکت مذکور به شرکت سازمان بهره‌وری ملی ایران تغییر یافت و مواردی از اساس‌نامه آن نیز اصلاح شد تا متولی بهره‌وری کشور گردد. این شرکت تا اردیبهشت ماه سال ۱۳۷۷ در این راستا فعالیت می‌نمود. سپس شورای عالی اداری کشور، مصوب نمود که شرکت سازمان بهره‌وری ملی ایران با توجه به جایگاه فرابخشی آن به شرکت سازمان ملی بهره‌وری ایران تغییر نام دهد و از این وزارتخانه جدا و به سازمان امور اداری و استخدامی کشور بپیوندد. در ۱۳۷۸ ه‍.ش با ادغام سازمان امور اداری و استخدامی کشور و سازمان برنامه و بودجه و تشکیل سازمان مدیریت و برنامه‌ریزی کشور، مالکیت شرکت سازمان ملی بهره‌وری ایران به این سازمان انتقال یافت و سپس در ۱۳۸۵ مرکز ملی بهره‌وری ایران ایجاد گردید. نهایتاً در ۱۳۹۰ براساس ماده ۷۹ قانون برنامه پنجم توسعه، سازمان ملی بهره‌وری ایران به عنوان مؤسسه دولتی وابسته به معاونت برنامه‌ریزی و نظارت راهبردی رئیس‌جمهور و با استفاده از امکانات قبلی مجدداً نام عوض نمود. آیین‌نامه اجرایی ماده ۷۹ در تاریخ ۱۳۹۰/۸/۱ به تصویب هیئت وزیران رسید و در ۱۲ دی ماه، توسط معاون اول وقت رئیس‌جمهور ابلاغ شد و سازمان تا تاریخ ۱۳۹۳/۱۰/۷ به عنوان زیر مجموعه معاونت برنامه‌ریزی و نظارت راهبردی رئیس‌جمهور به کار خود ادامه داد. پس از احیا و تجدید ساختار دوباره سازمان مدیریت و برنامه‌ریزی کشور در ۱۳۹۳، سازمان ملی بهره‌وری ایران به عنوان یکی از سازمان‌های تابعه سازمان مدیریت و برنامه‌ریزی کشور کار می‌نمود، در ۱۳۹۵/۷/۲۷ با تصویب شورای عالی اداری (با توجه به تفکیک سازمان مدیریت و برنامه‌ریزی کشور به دو سازمان برنامه و بودجه کشور و سازمان اداری و استخدامی کشور) در زیر مجموعه سازمان اداری و استخدامی کشور قرار می‌گیرد، شایان ذکر است این سازمان ملی بهره‌وری ایران به عنوان نقطه تماس سازمان بهره‌وری آسیایی (APO) در ایران فعالیت می‌کند،

## سازمان آسیایی بهره‌وری (APO)
سازمان آسیایی بهره‌وری، یک سازمان منطقه‌ای بین دولتی و غیرانتفاعی است که هدف اساسی آن، سرعت بخشیدن به توسعه اقتصادی در منطقه آسیا و اقیانوسیه از طریق ارتقای بهره‌وری در بخش‌های کشاورزی، صنعت و معدن، خدمات عمومی و محیط زیست و تلاش در جهت افزایش آگاهی نسبت به بهره‌وری است که در حال حاضر ۱۹ عضو دارد. ایران هم یکی از اعضای آن است.

## جدول تغییر نام‌ها و جابجایی‌های سازمانی
| ردیف | دوره         | نام سازمان/ شرکت              | زیر مجموعه                                  |
| ---- | ------------ | ----------------------------- | ------------------------------------------- |
| ۱    | ۱۳۷۲–۱۳۷۷    | شرکت سازمان بهره‌وری ملی ایران | وزارت صنایع سنگین و سپس وزارت صنایع         |
| ۲    | ۱۳۷۸–۱۳۷۷    | شرکت سازمان ملی بهره‌وری ایران | سازمان امور اداری و استخدامی کشور           |
| ۳    | ۱۳۷۸–۱۳۸۴    | شرکت سازمان ملی بهره‌وری ایران | سازمان مدیریت و برنامه‌ریزی کشور             |
| ۴    | ۱۳۸۵–۱۳۹۰    | مرکز ملی بهره‌وری ایران        | معاونت برنامه‌ریزی و نظارت راهبردی رئیس‌جمهور |
| ۵    | ۱۳۹۳–۱۳۹۵    | سازمان ملی بهره‌وری ایران      | سازمان مدیریت و برنامه‌ریزی کشور             |
| ۶    | ۱۳۹۵ تا کنون | سازمان ملی بهره‌وری ایران      | سازمان اداری و استخدامی کشور                |

## وظایف
- راهبری، سنجش و ارزیابی بهره‌وری کشور
- آگاهی بخشی، ترویج مفاهیم و دانش بهره‌وری و ارایه آموزش‌ها و مشاوره‌های تخصصی ارتقاء بهره‌وری
- شبکه‌سازی ذینفعان بهره‌وری کشور با محوریت ایجاد بستر تعامل، ظرفیت‌سازی و تسهیل‌گری حرکت ملی بهره‌وری
- ایجاد انگیزش از طریق شناسایی، معرفی و به اشتراک‌گذاری عملکردهای و تجارب برتر کشوری و بین‌المللی در حوزه‌های مرتبط با بهره‌وری[۳]

## اهداف کلان
- راهبری اثربخش برنامه جامع بهره‌وری کشور
- تولید و به اشتراک‌گذاری دانش و تجارب بهره‌وری
- چابک‌سازی و توانمندسازی سازمان ملی بهره‌وری ایران
- شناسایی مسائل استراتژیک سازمان و تعیین استراتژی‌ها[۳]

## وظایف سازمان در قانون برنامه پنجم و ششم توسعه

### قانون برنامه پنجم توسعه
در ماده ۷۹ قانون برنامه پنجم توسعه، هدف این است که سهم بهره‌وری رشد اقتصادی به یک سوم و در پایان برنامه با ایجاد سازمان ملی بهره‌وری ایران و تدوین برنامه جامع بهره‌وری کشور قید شده‌است. در راستای ارتقای سهم بهره‌وری در رشد اقتصادی به یک سوم در پایان برنامه و به‌منظور برنامه‌ریزی، سیاستگذاری، راهبری، پیش و ارزیابی بهره‌وری کلیه عوامل تولید از جمله نیروی کار، سرمایه، انرژی، آب و خاک سازمان ملی بهره‌وری ایران به صورت مؤسسه دولتی وابسته به معاونت با استفاده از امکانات موجود ایجاد می‌شود تا برنامه جامع بهره‌وری کشور شامل شاخص‌های استاندارد بهره‌وری و نظام اجرایی ارتقای بهره‌وری که در برگیرنده توزیع نقش‌ها و مسئولیت‌ها در کلیه بخش‌های اجتماعی، اقتصادی و فرهنگی اعم از بخش‌های دولتی و غیردولتی به‌صورت برنامه لازم‌الاجرا برای تمامی بخش‌های یاد شده تدوین نماید و به تصویب هیئت وزیران برسد. تمام دستگاه‌های اجرایی موظفند از سال دوم برنامه تغییرات بهره‌وری و اثر آن بر رشد اقتصادی مربوط به بخش خود را به‌طور مستمر منتشر نمایند و سیاست‌ها و متغیرهای اثرگذار بر رشد بهره‌وری را شناسایی کنند تا اثر بهره‌وری از دستگاه مزبور رشد صعودی داشته باشد، سیاست‌های مذکور می‌تواند حاوی سیاست‌های تشویقی بخش‌های غیردولتی و شرکت‌های دولتی باشد. حداکثر ۳ درصد از هر مرحله تخصیص اعتبارات هزینه‌ای دستگاه‌های اجرایی در خزانه نگهداری می‌شود و پرداخت آن منوط به ارایه تأیید معاونت مبنی بر رعایت مصوبات موضوع این ماده و دیگر تکالیف قانونی مربوط به بهره‌وری است.

### قانون برنامه ششم توسعه
در ماده ۳ قانون برنامه ششم توسعه اهداف کمی کلان بخش‌های اقتصادی در طول برنامه ششم هدف‌گذاری شده‌است که در جدول زیر تشریح شده‌است. بنا بر اهداف مذکور در این جدول، ۲٫۸ واحد درصد از رشد اقتصادی ۸ درصدی هدف‌گذاری شده باید از محل ارتقای بهره‌وری کل عوامل تولید حاصل شود که نشان از سهم ۳۵ درصدی بهره‌وری کل در رشد اقتصادی دارد.
| ر | شاخص‌ها                                         | کشاورزی | نفت  | معدن | صنعت | آب و برق و گاز | ساختمان | حمل و نقل و انبارداری | ارتباطات | سایر خدمات | جمع  |
| - | ---------------------------------------------- | ------- | ---- | ---- | ---- | -------------- | ------- | --------------------- | -------- | ---------- | ---- |
| ۱ | متوسط رشد سالانه ارزش افزوده (درصد)            | ۸٫۰     | ۷٫۰  | ۸٫۸  | ۹٫۳  | ۹٫۰            | ۷٫۵     | ۸٫۳                   | ۱۹٫۴     | ۵٫۸        | ۸٫۰  |
| ۲ | متوسط رشد سالانه اشتغال (درصد)                 | ۳٫۹     | ۲٫۱  | ۴٫۶  | ۳٫۴  | ۶٫۶            | ۳٫۷     | ۵٫۰                   | ۹٫۵      | ۴٫۳        | ۳٫۹  |
| ۳ | متوسط رشد سالانه سرمایه‌گذاری (درصد)            | ۲۰٫۳    | ۳۹٫۵ | ۲۶٫۱ | ۲۶٫۱ | ۳۰٫۲           | ۲۶٫۵    | ۲۲٫۶                  | ۵۱٫۸     | ۱۸٫۱       | ۲۱٫۵ |
| ۴ | متوسط رشد سالانه بهره‌وری کل عوامل تولید (درصد) | ۳٫۲     | ۱٫۸  | ۲٫۴  | ۲٫۰  | ۲٫۰            | ۲٫۸     | ۲٫۱                   | ۶٫۵      | ۰٫۸        | ۲٫۸  |

نقل قول: ماده ۵ قانون برنامه در بخش الف- دستگاه‌های اجرایی و نیروهای مسلح مکلفند برای محور قرار دادن رشد بهره‌وری در اقتصاد، ضمن اجرایی نمودن چرخه مدیریت بهره‌وری در مجموعه خود، تمهیدات لازم را برای عملیاتی نمودن این چرخه در واحدهای تحت تولیت خود با هماهنگی سازمان ملی بهره‌وری ایران فراهم نموده و گزارش سالانه آن را به سازمان ملی بهره‌وری ایران ارائه نمایند.
دستگاه‌های اجرایی مکلفند در ۶ ماه نخست برنامه ششم توسعه، برنامه‌های عملیاتی خود برای ارتقای بهره‌وری از طریق تسهیل و تشویق فعالیت‌های غیردولتی در حوزه‌های مربوط را به تأیید سازمان ملی بهره‌وری رسانده و سازمان ملی بهره‌وری نیز حداکثر مدت یکسال مجموعه اقدامات مذکور را به تصویب هیئت وزیران برساند.
```
تبصره- اجرای این حکم در نیروهای مسلح، با اذن فرمانده کل قوا از طریق ستاد کل نیروهای مسلح انجام می‌شود.
```

```
در بخش ب-
 در راستای ارتقای شاخص بهره‌وری دولت مکلف است نسبت به اندازه‌گیری کارایی و بهره‌وری دستگاه‌های اجرایی و واحدهای عملیاتی در هر سال برنامه اقدام و گزارش آن را به مجلس ارائه نماید.
[
۶
]
```

## رؤسای سازمان ملی بهره‌وری ایران
| ر  | نام رئیس                   | دوران تصدی                    | مدت    | تحت پوشش (وابسته) |
| -- | -------------------------- | ----------------------------- | ------ | --- |
| ۱  | عباس حاج فتحلیها           | ۱۳۷۲–۱۳۷۷                     | ۵ سال  | وزارت صنایع سنگین و سپس وزارت صنایع |
| ۲  | محمدکاظم ابراهیمی خرم‌آبادی | ۱۳۷۷–۱۳۸۱                     | ۴ سال  | سازمان امور اداری و استخدامی کشور (۱۳۷۸–۱۳۷۹)، سازمان مدیریت و برنامه‌ریزی کشور (۱۳۷۹–۱۳۸۱) |
| ۳  | سید احمد اسحق حسینی        | ۱۳۸۱–۱۳۸۳                     | ۲ سال  | سازمان مدیریت و برنامه‌ریزی کشور |
| ۴  | قاسم انصاری رنانی          | ۱۳۸۳–۱۳۸۴                     | ۱ سال  | سازمان مدیریت و برنامه‌ریزی کشور |
| ۵  | احمد صمیمی                 | ۱۳۸۵                          | ۳ ماه  | سازمان مدیریت و برنامه‌ریزی کشور |
| ۶  | محسن حاجی‌میرزایی           | ۱۳۸۵–۱۳۸۹                     | ۴ سال  | سازمان مدیریت و برنامه‌ریزی کشور (۱۳۸۵–۱۳۸۶)، معاونت برنامه‌ریزی و نظارت راهبردی رئیس‌جمهور (۱۳۸۶–۱۳۸۷)، معاونت توسعه مدیریت و سرمایه انسانی رئیس‌جمهور (به مدت ۱۰ ماه، ۱۳۸۸/۱/۱ الی ۱۳۸۸/۱۱/۱)، معاونت برنامه‌ریزی و نظارت راهبردی رئیس‌جمهور (۱۳۸۸/۱۱/۱) |
| ۷  | علی رضاییان                | ۱۳۸۹–۱۳۹۱                     | ۲ سال  | معاونت برنامه‌ریزی و نظارت راهبردی رئیس‌جمهور |
| ۸  | محمود غنی‌زاده (سرپرست)     | ۱۳۹۱                          | ۵ ماه  | معاونت برنامه‌ریزی و نظارت راهبردی رئیس‌جمهور |
| ۹  | مجتبی خالصی                | ۱۳۹۱–۱۳۹۲                     | ۱۰ ماه | معاونت برنامه‌ریزی و نظارت راهبردی رئیس‌جمهور |
| ۱۰ | رؤیا طباطبایی یزدی         | ۹ آذر ۱۳۹۲ تا ۱۲ آذر ۱۳۹۶     | ۴ سال  | معاونت برنامه‌ریزی و نظارت راهبردی رئیس‌جمهور (تا تاریخ ۱۳۹۳/۱۰/۷)، سازمان مدیریت و برنامه‌ریزی کشور (از ۱۳۹۳/۱۰/۷ تا ۱۳۹۵/۰۷/۲۷)، سازمان اداری و استخدامی کشور (از ۱۳۹۵/۷/۲۷)                                                                          |
| ۱۱ | علی‌اکبر اولیاء             | ۱۲ آذر ۱۳۹۶ تا ۱۵ آبان ۱۳۹۷   | ۱۱ ماه | سازمان اداری و استخدامی کشور |
| ۱۲ | فاطمه پهلوانی              | از ۱۵ آبان ۱۳۹۷ تا ۱۹ دی ۱۴۰۰ | ۳ سال  | سازمان اداری و استخدامی کشور |
| ۱۳ | میرسامان پیشوایی           | ۱۹ دی ۱۴۰۰ تا ۶ آذر ۱۴۰۳      | ۳ سال  | سازمان اداری و استخدامی کشور |
| ۱۴ | محمدصالح اولیاء            | ۶ آذر ۱۴۰۳                    | تاکنون | سازمان اداری و استخدامی کشور |